# American Broadcasting Company
American Broadcasting Company (ABC) je ameriška televizijska postaja v lasti The Walt Disney Company. Ustanovljena je bila 15. maja 1943 s sedežem v New Yorku.